# Bercianos del Real Camino
Bercianos del Real Camino là một đô thị ở tỉnh León, cộng đồng tự trị Castilla và León. Đô thị này có diện tích 34,39 km² và dân số 205 người (theo điều tra dân số của Tây Ban Nha năm 2004). Mật độ dân số là 4,26 người/km².

## Xu hướng biến động dân số
Dưới đây là bảng biến động dân số đô thị Bercianos del Real Camino:
| 1991 |  | 1996 |  | 2001 |  | 2004 |
| ---- |  | ---- |  | ---- |  | ---- |
| 282  |  | 242  |  | 208  |  | 205  |